# Teddy Bertin
Teddy Bertin (født 6. august 1969 i Flixecourt, Frankrig) er en fransk tidligere fodboldspiller (forsvarer).
Bertin hele sin 17 år lange karriere i hjemlandet, hvor han repræsenterede Amiens, Le Havre, Marseille, Strasbourg og Châteauroux. Hos Strasbourg var han i 2001 med til at vinde pokalturneringen Coupe de France efter finalesejr over sin tidligere klub Amiens

## Titler
Coupe de France
- 2001 med Strasbourg